# سنجاق سینه براگانزا
سنجاق سینه براگانزا (انگلیسی: Braganza Brooch) از جنس طلا و بسیار زیبا و خلاقانه، در قرن سوم پیش از میلاد توسط یک هنرمند یونانی ناشناخته برای یک مشتری ایبری ساخته شده است. زمان کشف آن به‌درستی معلوم نیست و صاحبان بسیاری داشته است تا اینکه در سال ۲۰۰۱ توسط موزه بریتانیا خریداری شد.

## دانستنی
این سنجاق سینه زرین سنگین زیر تسلط یک جنگجوی برهنه است که کلاه‌خود را بر سر دارد و با یک سپر سلتی و شمشیر از خود در برابر سگ شکاری که به سمت او می‌پرد محافظت می‌کند.  همه‌ی بخش‌های پایانی نازک نی به‌دست سر سگی تزئین شده است و زمانی فنر و سنجاقی را در خود جای‌ داده است که اکنون گم شده‌است. گونه، شیوه و تکنیک نشان می‌دهد که در سده سوم پیش از زایش مسیح به‌دست یک جواهرساز یونانی برای پشتیبانی از یک مرد سلتی که در شبه‌جزیره ایبری زندگی می‌کرد ساخته شده‌است.  سنجاق‌های ایبری معمولا از نقره ساخته می‌شدند و غالباً با جنگجویان سواره همراه با سگ‌های شکار تزئین می‌شدند.  در این نسخه زرین ویژه، پیشه‌ور صحنه شکار را ساده کرده و یک سر گراز را افزوده است، که زمانی به عنوان شکار برای سنجاق گم شده بود.  طول سنجاق تقریبا ۱۴ سانتی متر است.